# Райтц, Хайнрих
Хайнрих Райтц (нем. Heinrich Reitz; XIX век — неизвестно) — германский регбист, серебряный призёр летних Олимпийских игр 1900.
На Играх Райтц входил в сборную Германию, которая в единственном матче проиграла Франции со счётом 21:17, получив серебряные медали.